# Амангельди (фільм)
«Амангельди» — перший казахський радянський звуковий фільм, знятий в 1938 році на кіностудії «Ленфільм» казахстанськими кінематографістами Алма-Атинської студії кінохроніки, первісток казахського художнього кіно.

## Сюжет
Фільм присвячений подіям, що відбувалися в Казахстані в 1916—1919 роках. Початок призову царизмом казахів на земляні роботи на фронти першої світової війни веде до повстання селян — шаруа. На чолі повстання стає Амангельди Іманов. Пізніше керівник повстання приймає Радянську владу і зі своїми загонами починає боротьбу з контрреволюційними елементами. У 1919 році військовий комісар Степового краю був убитий контрреволюціонерами.

## У ролях
- Єлубай Умурзаков — Амангельди Іманов
- Шара Жиєнкулова — Балим
- Серке Кожамкулов — Бекет
- Курманбек Жандарбеков — Жакас
- Канабек Байсеїтов — Жапар
- Калибек Куанишбаєв — Байбол
- Капан Бадиров — Каратай
- Рахметулла Сальменов — Серке
- Федір Федоровський — Єгор Лаврентьєв
- Георгій Станиславський — генерал
- Володимир Сладкопєвцев — губернатор Осип Петрович
- Аміна Умурзакова — епізод
- Джамбул Джабаєв — епізод з домброю

## Знімальна група
- Режисер — Моїсей Левін
- Сценаристи — Всеволод Іванов, Беїмбет Майлін, Габіт Мусрепов
- Оператор — Хечо Назар'янц
- Композитори — Михайло Гнесін, Ахмет Жубанов
- Художники — Моїсей Левін, Марія Фатєєва